# Prakriti
A prakriti vagy prakrti szanszkrit szó (प्रकृति, IAST: prakṛti), jelentése: természet, eredet.
A mindenséget betöltő anyag összessége a prakriti, az anyagvilág teljessége, a szó legátfogóbb értelmében vett Természet. Az örök ősanyag vagy ősforrás; a megnyilvánuló, szemmel látható sokféleség energiahálója, amely a természetként, a fizikai világként jelenik meg.
A hinduizmuson belül a szánkhja iskolában használt kulcsfontosságú fogalom. Ebben a bölcseletben ellentétben áll a purusával, a tiszta öntudatossággal, az önvalóval. A szánkhja kimondja, hogy a lélek — purusa — az anyagtól (még az anyag legfinomabb formájától is) tökéletesen és végletesen különbözik, fölötte áll mindannak, ami az anyagvilágban törvényszerűleg megnyilvánul.
A Szánkhja bölcseletében az ősanyag — a Múlá-prakriti (,,a Természet gyökere, alapanyaga") kezdet- és vég nélküli; de nem módosulásaiban és alakzataiban az, hanem egészében, összességében, eredendő, módosulatlan mivoltában. Mint ilyen, meg-nem-nyilvánuló, rejtett állapotban van. Úgy is mondhatjuk, hogy a Prakriti ebben az elsődleges állapotban még mozdulatlan, formátlan. 
A Szánkhja és a Bhagavad-gíta alapján a prakriti jellege a három guna, a minőségi sajátosságok, ezek: szattva, radzsasz, tamasz. 
Az anyagi természet (prakrti) három kötőerőből (guna) áll: szattva (jóság), radzsasz (szenvedély) és tamasz (tudatlanság). Az élőlény alárendeltjévé válik e kötőerőknek, mihelyt kapcsolatba kerül az anyagi természettel. (Bhagavad-gíta)
A Szánkhja rendszere a kibontakozott anyagvilágot 24 alapvető princípiumra, lényegiségre osztja, ezen belül nyolcféle prakritit említ, amelyek az egyetlen prakriti kibontakozásának nyolc különböző fázisa.
A hinduizmus szerint a karma (az ok-okozat törvénye) a Prakritinek, az Univerzum matériájának rezgése. Mindenben, amit tevékenységnek, cselekvésnek lehet nevezni, a prakriti rezdül, áramlik, vibrál. Brahman és a Prakriti (Mindenség) elválaszthatatlan egymástól. Ez a Világ létezésében mutatkozó látszólagos kettősségnek az alapja.
A Védánta bölcselete rávilágít a Brahman (a létezésének ősokának) fogalmára. A Prakritit nevezhetjük egynek, hiszen anyagi, s ezért, ha felfogásunk nem is tekintheti át határait, már természeténél fogva is egy: az egység gondolatába zárható tény. A Brahman azonban nem anyagi, nem ismer korlátozást, nem ismer változást, mint a Prakriti, tehát még az „egység" fogalmán is felül kell, hogy álljon. Ha az anyagvilág összessége a Prakriti ákása-szubsztanciájának megmozdulása, vibrációja, módosulása révén áll elő, akkor a világ minden jelensége, külön-külön és együttvéve, még mindig csak a Prakriti és gyökeresen különbözik a létesítő, mozdító indíték forrásától, a Brahmantól. Az anyagvilág, amelybe a létesítő erő áradt, bizonyos értelemben a Brahman megnyilvánulási formája. a Brahmanból kiáradó léterő, a létesítő akarat, már nem maga a Brahman, hanem csupán elv, tény, amely belőle ered, belőle nyeri hatalmát, s ilyen értelemben csakugyan a Brahman megnyilatkozása. A megnyilatkozáshoz felfogó közeg kell, amelyben valami megnyilvánulhat. Ez a felfogó közeg a Prakriti, az anyagvilág, amely éppen a Brahmanból kiáradó akarat első indítékára jön mozgásba, általa létesül és bontakozik ki vibrációinak végtelen módosulásaiban.